# 布兰科·伊万科维奇
布兰科·伊万科维奇（1954年2月28日—），克罗地亚已退役的足球运动员和现役足球主教练，曾经带领伊朗国家队参加2006年世界杯足球赛，2010年出任中国足球超级联赛山东鲁能的主教练。2024年2月24日，正式成为中国國家足球隊主教练。

## 球员生涯
伊万科维奇整个职业球员生涯都在南斯拉夫联赛的瓦特克斯（现为克罗地亚联赛球队）效力。他在瓦特克斯俱乐部的12个赛季中共为球队出场263次，打进31个进球。他退役后成为俱乐部的工作人员，随后又开始担任球队主教练，从此开始他的执教生涯。

## 教练生涯
在执教生涯早期，伊万科维奇先后担任克罗地亚联赛球队瓦特克斯、塞格斯塔和里耶卡的主教练。1997年，他成为克罗地亚国家队的助理教练，并协助主教练布拉泽维奇率领克罗地亚队获得1998年世界杯足球赛第三名的成绩。
1999-2000赛季，他前往德国，执教德乙球队汉诺威96，随后又短暂担任克罗地亚国家队的助理教练。2001年，他接受时任伊朗国家队主教练布拉泽维奇的邀请，担任伊朗国家队助理教练。在2002年世界杯外围赛附加赛中，伊朗不敌爱尔兰队被淘汰出局，布拉泽维奇宣布辞职，伊万科维奇替代了他的职位。
2004年6月11日，伊朗队在2006年世界杯足球赛外围赛中0比1不敌约旦，出线形势岌岌可危，伊万科维奇的执教能力饱受质疑。但伊万科维奇随后带领伊朗队获得西亚杯冠军和亚洲杯第三名，从而缓解了危机。此后伊朗队在外围赛的征程十分顺利，2005年6月8日，伊朗队主场1比0战胜巴林，提前一轮晋级世界杯决赛圈。但在2006年世界杯足球赛中，伊朗队表现不佳，小组赛早早就被淘汰，伊万科维奇的战术也遭受伊朗媒体批判。世界杯结束后，伊万科维奇被伊朗足协解职。
2006年11月6日，伊万科维奇正式担任克罗地亚俱乐部萨格勒布迪纳摩。萨格勒布迪纳摩在他接手后的所有比赛未输一场，并在2006-07赛季成为联赛杯赛双冠王。2008年1月14日，由于和俱乐部高层关系紧张，他宣布辞职，由索尔多接任。但索尔多率领球队获得双冠王后立即辞职，5月21日，伊万科维奇重新回到俱乐部执教。
2008年11月24日，伊万科维奇再次辞职。
2009年7月，伊朗联赛球队柏斯波利斯邀请伊万科维奇执教，但遭到伊万科维奇的婉拒。12月16日，中国足球超级联赛球队山东鲁能泰山足球俱乐部举行新闻发布会，正式宣布伊万科维奇成为该俱乐部主教练。
2010年带领山东鲁能以18胜9平3负的成绩夺得中超冠军，在赛季结束后伊万科维奇荣膺“中超最佳教练”。 2011年5月，伊万科维奇以个人身体状况不佳以及精力等原因，辞去山东鲁能主教练职务。
2011年7月，伊万科维奇与沙特阿拉伯球队伊蒂法克签约一年出任球队主教练。
2020年1月19日，伊万科维奇被宣布接替被解雇的埃尔温·科曼，出任阿曼国家队主教练。在伊万科维奇的带领下，阿曼在2022年世界杯预选赛最后一轮历史性地战胜日本队。2021年12月，他与阿曼续约至2023年。在阿曼队未尝一胜的情况下从2023年亚足联亚洲杯小组赛出局后，伊万科维奇于2024年被阿曼足协解雇。
2024年，伊万科维奇接替亞歷山大·揚科維奇出任中国国家男子足球队主教练。
2025年，伊万科维奇被中国国家男子足球队解約。

## 争议

### 离职风波
2024年9月10日在2026年世界杯亚洲区预选赛第三阶段C组第二轮比赛中，中国队在开局不久进球且多打一人的情况下被沙特2比1逆转败北。赛后球迷高喊“伊万，下课！”，质疑伊万未及时轮换，拜合拉木等球员体力不支导致被绝杀。赛后新闻发布会，伊万表示自己没有离职的打算。

### 解約被質疑
2025年6月14日伊万科维奇被解約後獨自到達機場返回克羅地亞，但有網民質疑國足決定，認為伊万科维奇能夠於世界盃世界杯亚洲区预选赛18强赛贏了巴林足球隊，應該得到球員支持，而非被解約，而亦有網民認為是國足球員問題而非伊万科维奇的問題。

## 荣誉

### 俱乐部
- 克罗地亚甲级联赛：2006/2007
- 克罗地亚杯：2006/2007
- 中國超級聯賽：2010

### 国家队
- 克罗地亚(助理教练)
  - 1998年世界杯足球赛：第三名
- 伊朗
  - 第三届西亚杯：冠军
  - 2004年亚洲杯足球赛：第三名